# 上海民政博物馆
上海民政博物馆（英語：Museum of Shanghai Civil Affairs）是一个位于上海的博物馆。主要展示上海地区民政历史。 

## 历史
2012年12月2日建成开馆，位于上海市黄浦区普育西路105号上海公益新天地园内，是中国第一家民政博物馆。博物馆大楼建于1925年，是上海市儿童福利院旧址。总建筑面积1,200平方米，展馆面积800平方米。

## 营业时间
- 周二至周日：上午九点至下午四点半
- 周一闭馆

## 交通
- 上海轨道交通4号线南浦大桥站
- 上海轨道交通8号线、9号线陆家浜站